# 井上麻衣
井上 麻衣（いのうえ まい、1960年3月18日 - ）は、日本の女優。山口百恵ふうのルックスから「ポルノ界の百恵ちゃん」と呼ばれた。長野県佐久市出身。身長158㎝・B84cm・W58cm・H86㎝。本名は柳沢志左子。

## 略歴
デビュー前に『そっくりショー』（読売テレビ製作）に「山口百恵のそっくりさん」として出場するも落選したことがある。東京・六本木にあるクラブでアルバイトをしている時に、テレビ朝日のプロデューサーにスカウトされる。山口百恵のそっくりさん女優として、各媒体でプロモーション展開され、『週間漫画 ゲラゲラ45』（テレビ朝日）のカバーガールを『プレイバックPart2』の衣装を着てレギュラーで務めた。
デビュー作の『ピンクカット 太く愛して深く愛して』（にっかつ）を監督した、当時、妻帯者でもあった森田芳光と不倫関係になり、桃井かおりとの三角関係にまで発展したことが話題となった。
1982年当時、「本当は聖子ちゃんが好き。野口五郎はもっと好き」と話していたことがある。

## 出演作品

### 映画
- ピンクカット　太く愛して深く愛して(1983 にっかつ)
- 宇能鴻一郎の姉妹理容室(1983 にっかつ)
- 少女暴行事件　赤い靴(1983 にっかつ)
- 悪魔の人質(1983 にっかつ)
- 夜明けのランナー(1983 東宝) サチコ役
- のぞき(1983 にっかつ)
- 美少女プロレス 失神10秒前(1984 にっかつ)
- ニャンニャン娘(1984 にっかつ)
- ビッグマグナム 黒岩先生(1985 東映) 渡辺桃子役

### テレビドラマ
- 土曜ワイド劇場「女囚外科医の復讐」(1983 テレビ朝日)
- 土曜ワイド劇場「切り札を持つ女」(1985 テレビ朝日)
- 新・女捜査官 第12話「青年外科医の赤い殺意!!」(1983 テレビ朝日)
- 特捜最前線 第320話「特命ヘリ緊急発進!」(1983 テレビ朝日)
- 新ハングマン 第7話「少女殺しをデッチ上げる成金と刑事」(1983 テレビ朝日) - 水島ひろ子
- 大奥 第48話「悲恋の皇女和宮」(1984 関西テレビ放送) - ひな
- 暴れん坊将軍II 第65話「男無用 ぬ組の喧嘩!」(1984 テレビ朝日)  - お春
- 月曜ワイド劇場「ピンク街の聖母たち」(1984 テレビ朝日)

### ビデオ
- トロピカルSEXYドリーム（1983 愛宕書房）
- ザ・タレントシリーズ 南の島のSEXYパンチ（1983 ファイブスター）
- ブルーレイプ 襲(や)られる（1983 にっかつビデオフィルムズ）
- おんな井上麻衣（1）天使のように（1983 現映社）
- おんな井上麻衣（2）悪魔のように（1983 現映社）
- バージン・ドール（1984 東宝）
- 祭り化粧（日本ビデオ映像）

## 写真集
- トロピカルSEXYドリーム(デラックス映画ファン)

## 音楽作品

### LP
- 舞姫（1984年、ビクターエンタテインメント）

SIDE A
1．舞姫
2．亜米利加帰りのリル
3．夏鯉美行－カリブ海にて－
4．美麗浪漫航路－桜が咲いたよ－
SIDE B
1．文明開華
2．倶楽部 Shangri-La of City
3．Fare-Well Good-Bye

### EP
ピンクキャンディーズ名義
- 背中に御用心 c/w 冗談はB面にしてね （1985年、ビクターエンタテインメント）青木琴美、小田かおるとのユニット